# Жозе Ван-Дунем
Ферна́нду Жозе́ де Фра́нса Діаш Ван-Ду́нем (порт. Fernando José de França Dias Van-Dúnem; 24 серпня 1934 — 12 червня 2024) — ангольський політик, 2-й і 4-й прем'єр-міністр Анголи у 1991—1992 та 1996—1999 роках відповідно.

## Біографія
Народився у 1934 році в Луанді. Закінчив Коїмбрський університет. Має вчений ступінь доктора права. Був міністром юстиції Анголи у 1986—1990 роках і прем'єр-міністром країни з червня 1991 до грудня 1992 року та з червня 1996 до січня 1999 року, головою Національної Асамблеї Анголи. Член партії МПЛА.